# Вацлав Недорост
Вацлав Недорост (чеськ. Václav Nedorost; 16 березня 1982, м. Чеські Будейовиці, ЧССР) — чеський хокеїст, лівий нападник. Виступає за «Слован» (Братислава) у Континентальній хокейній лізі.
Вихованець хокейної школи ХК «Чеські Будейовиці». Виступав за ХК «Чеські Будейовиці», «Герші Берс» (АХЛ), «Колорадо Аваланш», «Флорида Пантерс», «Сан-Антоніо Ремпедж» (АХЛ), ХК «Ліберець», «Металург» (Новокузнецьк), «Лев» (Попрад), «Донбас» (Донецьк).
В чемпіонатах НХЛ — 99 матчів (10+10).
У складі національної збірної Чехії провів 17 матчів (2+2). У складі молодіжної збірної Чехії учасник чемпіонатів світу 2000 і 2001. У складі юніорської збірної Чехії учасник чемпіонату світу 2000.
Досягнення
- Переможець молодіжного чемпіонату світу (2000, 2001).